# Gunther (worstelaar)
Walter Hahn (Wenen, Oostenrijk, 20 april 1987), beter bekend als Walter en Gunther, is een Oostenrijks professioneel worstelaar die sinds 2019 actief is in de World Wrestling Entertainment. Hij is een voormalige en de langst regerende WWE Intercontinental Champion, met name 666 dagen.
Walter is best bekend van zij tijd bij de Duitse worstelorganisatie Westside Xtreme Wrestling (wXw). Hij bekwam een van de meest gerespecteerde worstelaars in de promotie. Hij is een 3-voudig Unified World Wrestling Champion en een 4-voudig wXw World Tag Team Champion. Vanaf 2015 tot 2020 bekwam hij de hoofdtrainer voor hun wXw Wrestling Academy. Over de jaren heen heeft Walter voor het Britste PROGRESS Wrestling, het Ierse Over The Top Wrestling (OTT) en de Amerikaanse Pro Wrestling Guerilla (PWG) gewerkt en werd daardoor een populair figuur in de Europese en de Amerikaanse onafhankelijke worstelcircuit.

## Privé
Walter heeft sinds 2008 een vaste verblijfplaats in Duitsland, toen hij voor het eerst introk bij zijn toenmalige vriendin Verena Fischer.
Hahn ontmoette de Engelse professioneel worstelaar Jinny Sandhu tijdens hun tijd op het onafhankelijke worstelcircuit. Ze trouwden in 2023 tijdens een ceremonie in Londen. Op 27 december 2023 kregen ze hun eerste kind, een jongen.

## Prestaties
- CBS Sports
  - Match of the Year (2020) vs. Ilja Dragunov[7]
- Defiant Wrestling
  - Defiant Internet Championship (1 keer)[8]
- ESPN
  - Match of the Year (2022) vs. Sheamus bij Clash at the Castle[9]
- European Wrestling Promotion
  - EWP Tag Team Championship (1 keer) – met Michael Kovac[10]
- Fight Club: PRO
  - Infinity Trophy (2018)
- German Stampede Wrestling
  - GSW Tag Team Championship (1 keer) – met Robert Dreissker
- Over the Top Wrestling
  - OTT Championship (1 keer)[11]
- PROGRESS Wrestling
  - PROGRESS Wrestling Atlas Championship (3 keer)[12]
  - PROGRESS (Unified) World Championship (1 keer)[13]
- Pro Wrestling Fighters
  - PWF North-European Championship (1 keer)
- Pro Wrestling Guerrilla
  - PWG World Championship (1 keer)[14]
- Pro Wrestling Illustrated
  - Gerangschikt op nummer 4 van de top 500 worstelaars in de PWI 500 in 2023[15]
- Rings of Europe
  - 20 man Halloween Rumble (2006)
  - RoE King of Europe No. 1 Contenders Championship Tournament (2007)
- Sports Illustrated
  - Gerangschikt op nummer 9 van de top 10 worstelaars of 2023[16]
- TNT Extreme Wrestling
  - TNT World Championship (1 keer)
- Westside Xtreme Wrestling
  - wXw Unified World Wrestling Championship (3 keer)[17]
  - wXw World Tag Team Championship (4 keer) – met Robert Dreissker (1), Zack Sabre Jr (1), Timothy Thatcher (1) en Ilja Dragunov (1)
  - 16 Carat Gold Tournament (2010)[18]
  - wXw World Tag Team Tournament (2015) – met Zack Sabre Jr.[19]
  - World Tag Team League (2017) – met Timothy Thatcher[20]
  - Ambition 11 Tournament (2019)[21]
- Wrestling Observer Newsletter
  - Europe MVP (2018–2020)
- WWE
  - WWE Intercontinental Championship (1 keer)[22]
  - WWE heavyweight championship (2 keer, huidig op 28 juli 2025, sinds 9 juni 2025[23])
  - WWE NXT United Kingdom Championship (1 keer)[4]